# Tibiopodabrus khmericus
Tibiopodabrus khmericus es una especie de coleóptero de la familia Cantharidae. Habita en Camboya.